# Волиця (Нараївська сільська громада)

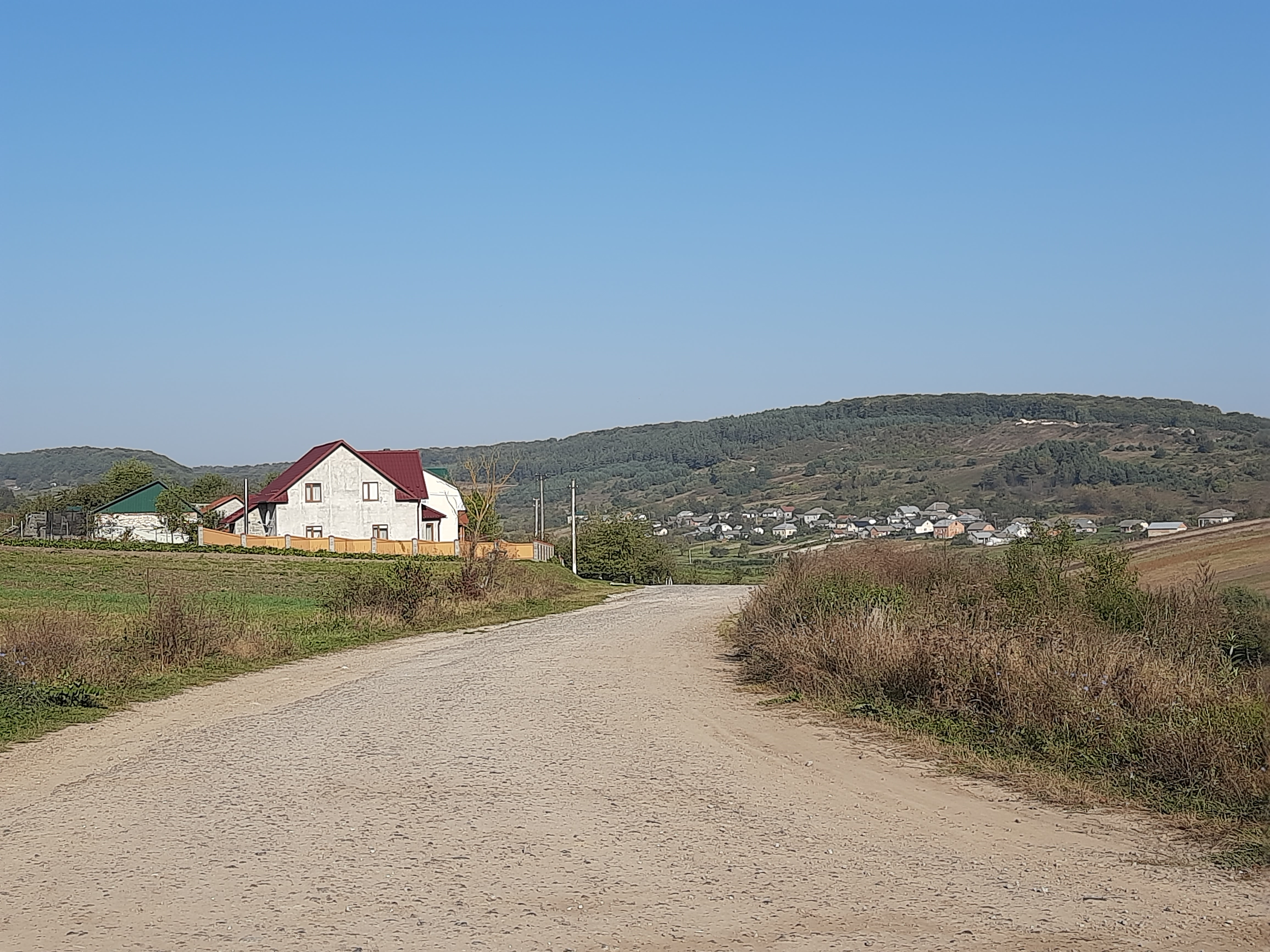
В'їзд у село Волиця

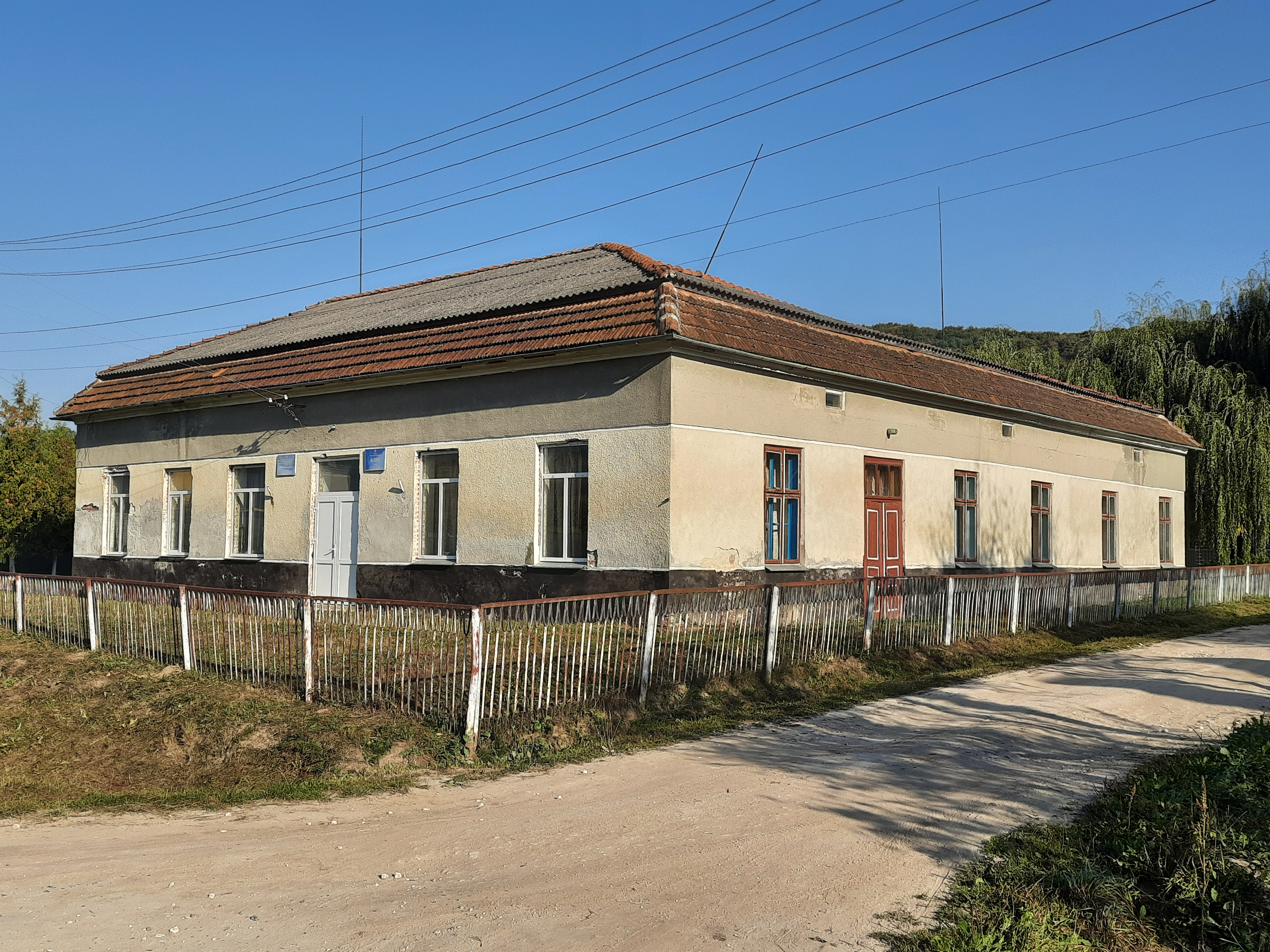
Клуб

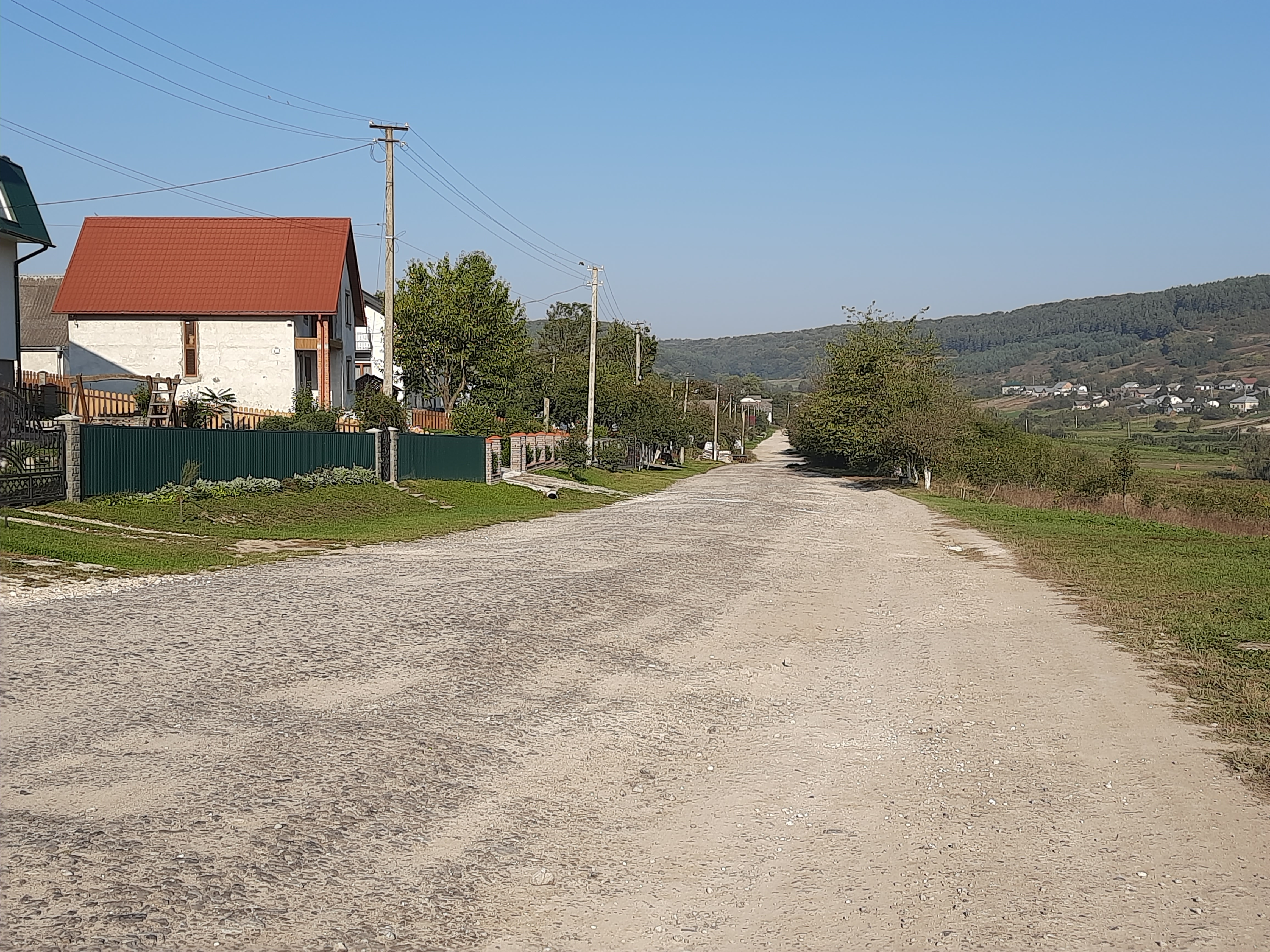
Сільська вулиця

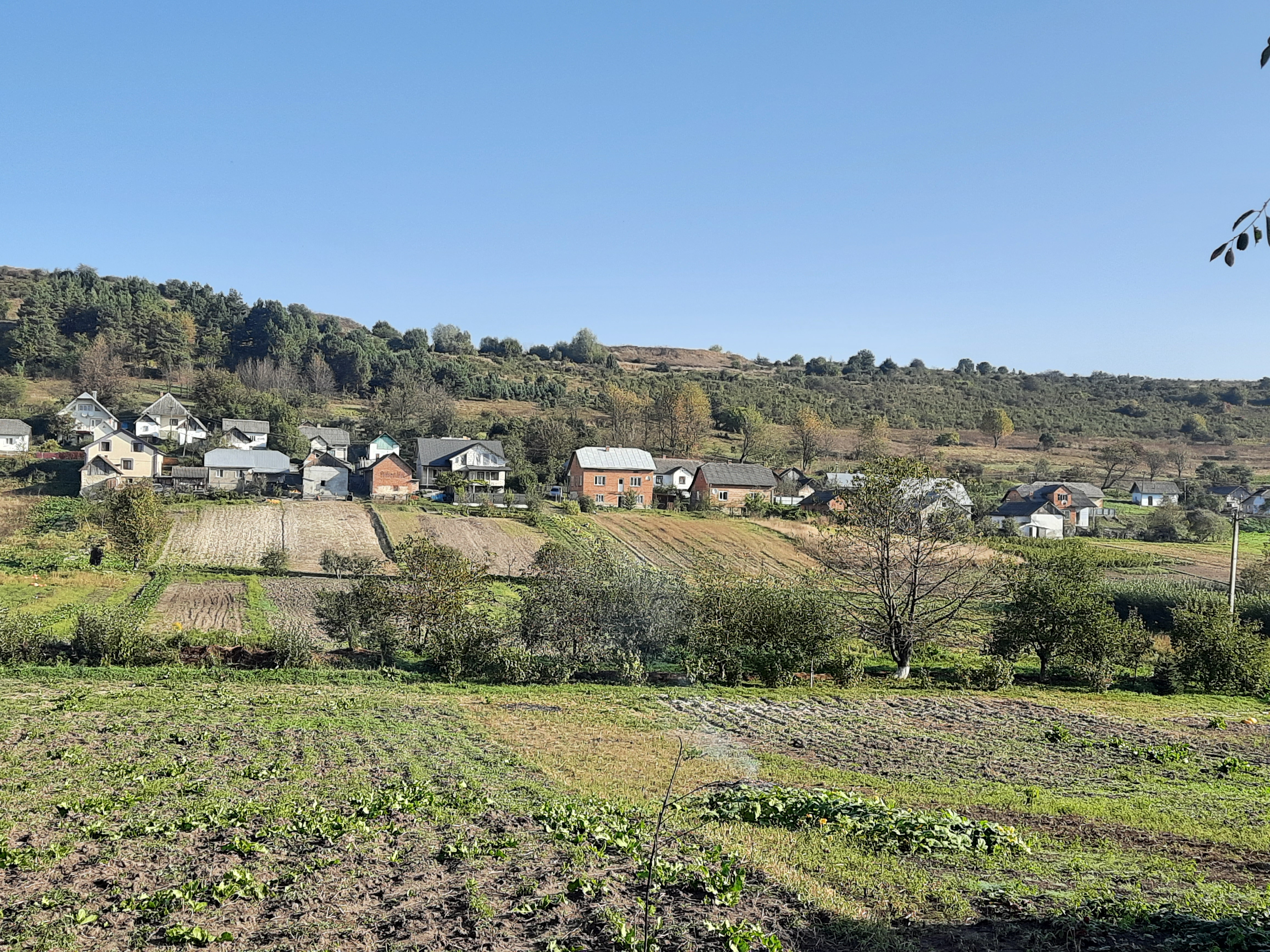
Сільський пейзаж

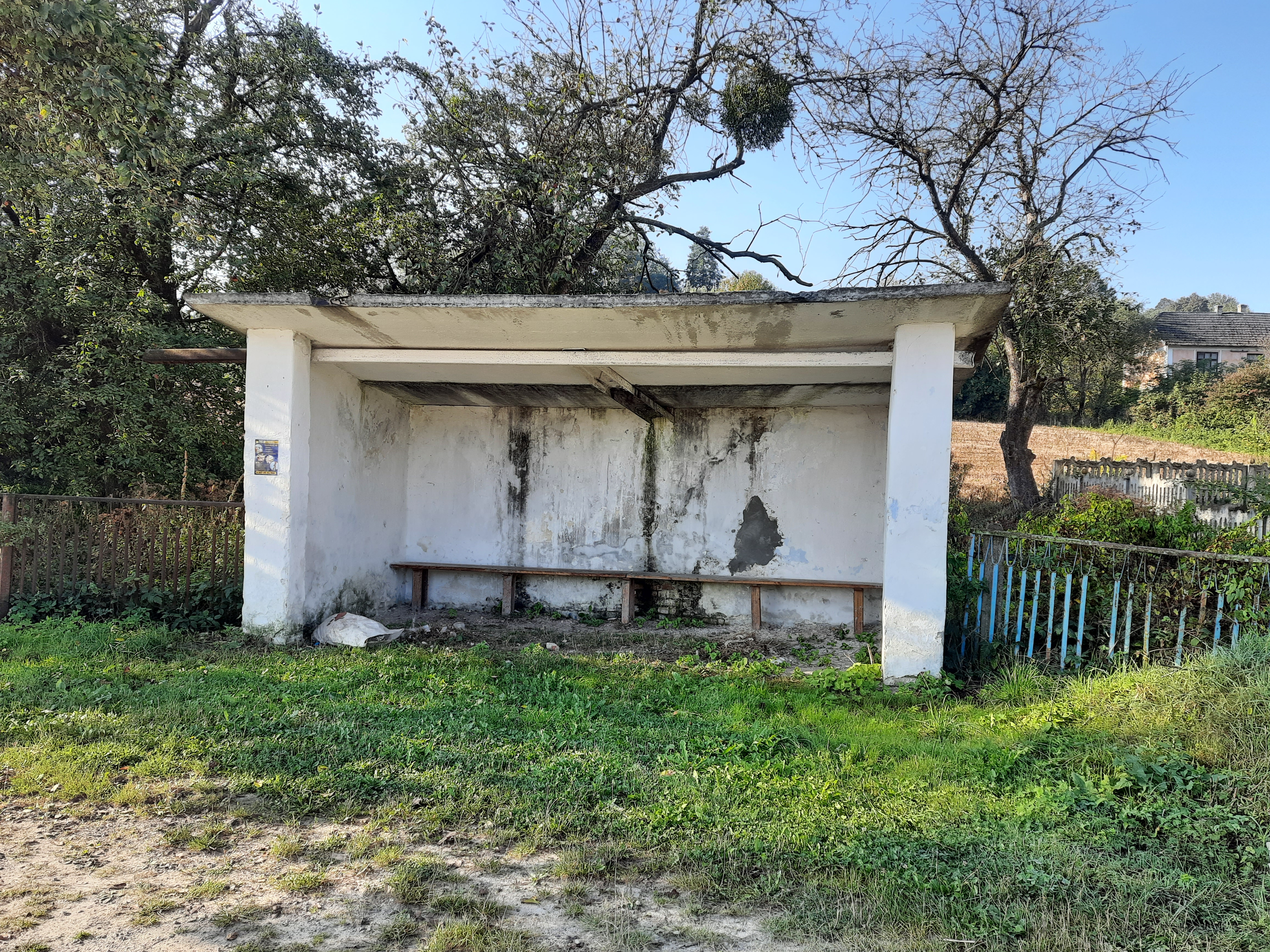
Автобусна зупинка

Во́лиця — село в Україні, у Нараївській сільській громаді Тернопільського району Тернопільської області. До села приєднані хутори Джиглева і Корчунок.
Поштове відділення — Рогачинське.
До 7 березня 1946 — Вулька. До 5 квітня 2019 року було підпорядковане Рогачинській сільраді. 

## Географія
Розташоване над притокою річки Нараївка. У селі є дві вулиці: Садова та Шевченка.

### Клімат
Для села характерний помірно континентальний клімат. Волиця розташована у «холодному Поділлі» — найхолоднішому регіоні Тернопільської області.
| Клімат Волиці             | Клімат Волиці | Клімат Волиці | Клімат Волиці | Клімат Волиці | Клімат Волиці | Клімат Волиці | Клімат Волиці | Клімат Волиці | Клімат Волиці | Клімат Волиці | Клімат Волиці | Клімат Волиці | Клімат Волиці |
| Показник                  | Січ.          | Лют.          | Бер.          | Квіт.         | Трав.         | Черв.         | Лип.          | Серп.         | Вер.          | Жовт.         | Лист.         | Груд.         | Рік           |
| Середній максимум, °C     | −1,3          | 0,0           | 4,9           | 12,8          | 18,8          | 21,9          | 23,3          | 22,7          | 18,4          | 12,6          | 5,5           | 0,7           | 11            |
| Середня температура, °C   | −4,2          | −2,9          | 1,3           | 8,0           | 13,5          | 16,6          | 18,0          | 17,3          | 13,4          | 8,1           | 2,6           | −1,8          | 7             |
| Середній мінімум, °C      | −7,1          | −5,7          | −2,2          | 3,3           | 8,2           | 11,4          | 12,8          | 12,0          | 8,4           | 3,7           | −0,2          | −4,2          | 3             |
| Норма опадів, мм          | 33            | 32            | 35            | 51            | 79            | 92            | 97            | 73            | 57            | 40            | 38            | 42            | 669           |
| ------------------------- | ------------- | ------------- | ------------- | ------------- | ------------- | ------------- | ------------- | ------------- | ------------- | ------------- | ------------- | ------------- | ------------- |
| Джерело: climate-data.org |               |               |               |               |               |               |               |               |               |               |               |               |               |

## Історія
Поблизу села виявлено курганний могильник, поселення доби ранньої бронзи.
Уперше в архівних матеріалах Вулька згадана 1618 р. Згідно з Актом фундації належала пану Янові Висоцькому, який жив у селі Підвисоке.
Назва села походить від слова воля — «вільне поселення, слобода». В давнину так називали поселення, які заснували польські магнати на вільних землях, звільняючи мешканців на 10-20 років від податків.
У західній частині села (на Куті) було налагоджено виробництво скляного посуду, ще нині там виорюють уламки скла; у східній частині (За ямою), біля мосту через р. Нараївку, побудували ґуральню.
У 1880–1890-х рр. побудовано п’ятирічну школу. 
Наприкінці 19 ст. через Вульку прокладено кам’яну дорогу з Курян до с. Стратин (нині Івано-Франківської області).
1900 р. в селі проживало 427 осіб, у т. ч. українців – 372, поляків – 55. 
У 1906 р. засновано філію товариства “Просвіта”, до якої належали Михайло Звіришин, Іван Легкий, Василь і Михайло Лосики, Володимир та Іван Небесні, Михайло Стрілець, Василь Цюпира й інші.
У 1906–1908 рр. громада за власні кошти спорудила церкву Непорочного зачаття Анною Пресвятої Діви Марії (1926 р. реконструйована; у 1961–1988 рр. закрита). Керували будівництвом храму війт Степан Білик і писар Михайло Легкий.
В УГА воювали Степан Білик, Роман Джумак, Петро Шевчук.
У 1923–1924 рр. громада села побудувала Народний дім; діяли кооперативи, гуртки “Союзу Українок”, “Сільський господар“, та інші.
Після встановлення у 1939 р. радянської влади біднякам віддали землі українських родин Михайла Білика,
Федора Заяця, Катерини Легкої та семи родин поляків, яких вивезли у Сибір. 
У 1941 р. енкаведисти заарештували й закатували в Бережанській тюрмі Івана Бурштинського, Петра Зайця, Василя Звіришина, Михайла Мручка; Василя Легкого замучили у тюрмі м. Станіслав (нині Івано-Франківськ).
У 1941  Василь Білик, Степан Легкий та Іван Якимів створили у селі осередок ОУН; 
у 1943 р. організовано групу УПА; 
у 1944 р. – загін самооборони. 
В лавах УПА воювали Василь Заяць, Ірина Заяць, Федір Звіришин, Володимир Мручок, Володимир Небесний, Степан Цюпира, Євген Юськів.
Від 3 липня 1941 р. до 22 липня 1944 р. Волиця – під німецькою окупацією. 
Під час німецько-радянської війни загинули або пропали безвісти у Червоній армії 16 жителів села; радянська влада репресувала 60 осіб, 53 згодом реабілітувала.
12 червня 2020 року, відповідно до розпорядження Кабінету Міністрів України № 724-р «Про визначення адміністративних центрів та затвердження територій територіальних громад Тернопільської області» увійшло до складу Нараївської сільської громади.
19 липня 2020 року, в результаті адміністративно-територіальної реформи та ліквідації Бережанського району, село увійшло до складу Тернопільського району.

## Населення
Населення у 2001 році — 533 особи. Дворів — 158.
За даними перепису населення 2001 року мовний склад населення села був таким:
| Мова       | Число ос. | Відсоток |
| ---------- | --------- | -------- |
| українська |           | 99,81    |
| інші       |           | 0,19     |

## Політика
Від 28 квітня 2012 року село належить до виборчого округу 165.

### Парламентські вибори, 2019
На позачергових парламентських виборах 2019 року у селі функціонувала окрема виборча дільниця № 610045, розташована у приміщенні народного дому.
Результати
- зареєстровано 394 виборці, явка 52,54%, найбільше голосів віддано за «Слугу народу» — 41,95%, за Всеукраїнське об'єднання «Батьківщина» — 20,49%, за «Європейську Солідарність» — 9,27%[8]. В одномандатному окрузі найбільше голосів отримав Іван Чайківський (самовисування) — 30,69%, за Володимира Кісілевича (Слуга народу) — 25,25%, за Петра Репелу (Всеукраїнське об'єднання «Батьківщина») — 16,34%[9].

## Релігія

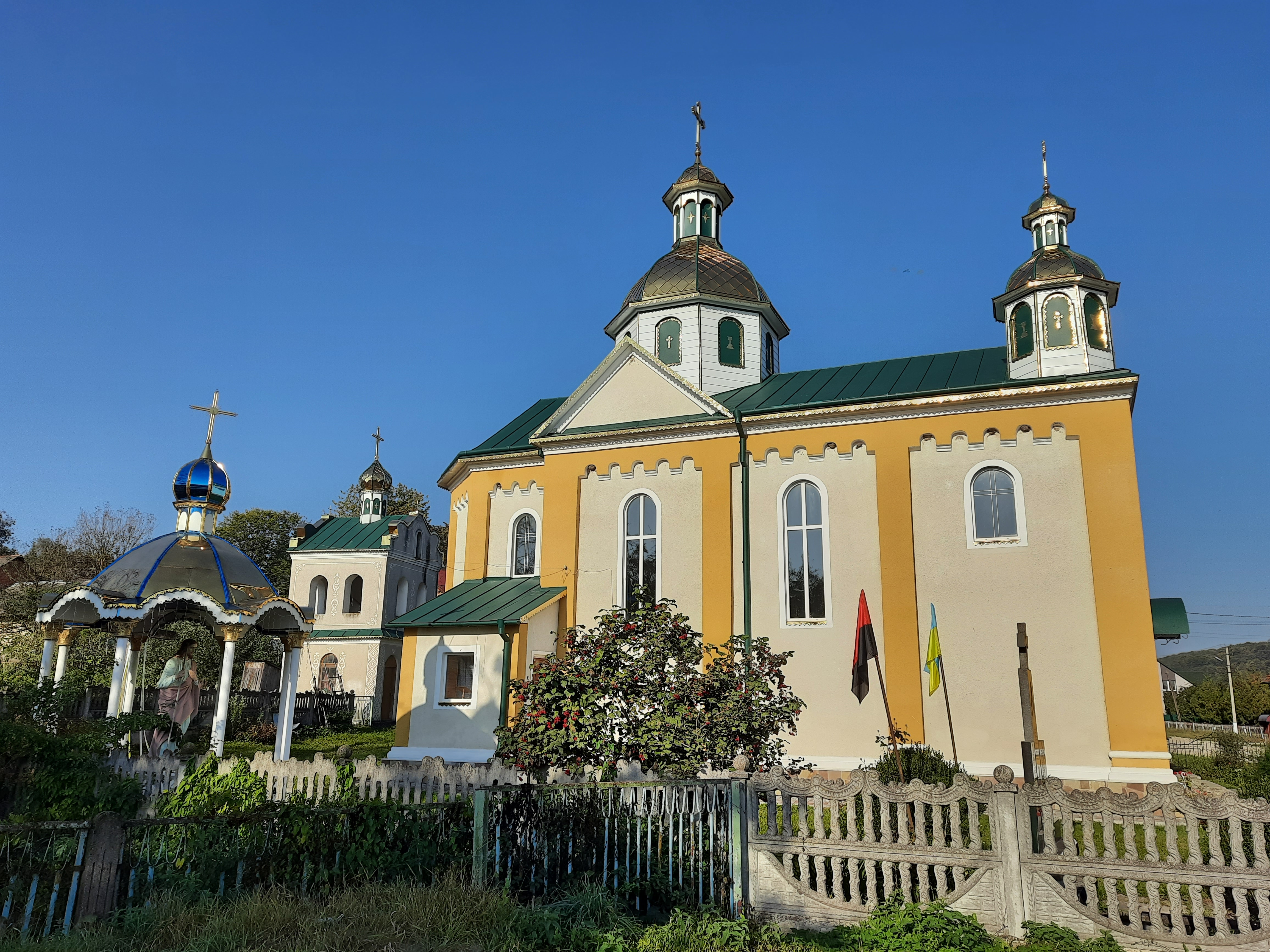
Церква Непорочного Зачаття Пресвятої Богородиці

Є церква Непорочного Зачаття Пресвятої Богородиці УГКЦ (1908, парох о. Роман Климкович).

## Пам'ятники
- символічна могила на місці, де 3–6 вересня 1944  в бою з більшовиками загинули вояки УПА (1992, урочище За порубом)
- пам’ятний хрест на честь 1000-ліття хрещення Русі України
- пам’ятний односельцям, які загинули за волю та незалежність України (2001)
- місце водосвяття, в центрі якого – статуя Ісуса Христа (облаштоване за кошти мешканців, 2010).
- хрест у пам’ять про медсестру УПА І. Заяць, яка загинула від рук енкаведистів (2015, урочище Зелений потік)[11]

## Соціальна сфера
Діють загальноосвітня школа І ступеня, бібліотека.

## Відомі люди

### Народилися
- Корнило Бородайко — стрілець 5-ї сотні 1-го полку Легіону УСС[12].
- Юліан Поплавський (1909–1981) – адвокат, видавець, редактор.